# Ida Weissbartová
Ida Weissbartová, geborene Ida Popperová (* 6. Februar 1876 in Lomnice u Tišnova; † 1942 in Ghetto Izbica), war ein aus der Tschechoslowakei stammendes jüdisches Opfer des Holocausts.

## Leben
Ida Weissbartová ist die Mutter von Markéta Liebesná, der Ehefrau von Otto Liebesný (1894–1944) aus der Familie Liebesný, die in Lomnice u Tišnova seit dem 19. Jahrhundert lebte: auf dem jüdischen Friedhof in Lomnice befinden sich die Grabsteine des Kaufmanns Moritz Liebesný und seiner Frau Louisa Liebesná aus den 1820er Jahren.
Die Tochter Markéta Liebesná lebte mit ihrem Ehemann in Lomnice, deren Kinder Jan Liebesný, später Jan Líbezný (1923–2006) und Lilly Luisa Liebesná (1927–1944) wuchsen ebenfalls in Lomnice auf. Ida Weissbartová zog 1940 in das Haus der Familie Liebesný um.
Im April 1942 wurde die Familie Liebesný verhaftet und deportiert. Ida Weissbartová wurde mit dem Transport Ae Nr. 321 von Brünn nach Theresienstadt und dann mit dem Transport Aq Nr. 762 von Theresienstadt nach Izbica bei Lublin in Polen deportiert, wo sie noch im selben Jahr ermordet wurde.

## Stolperstein

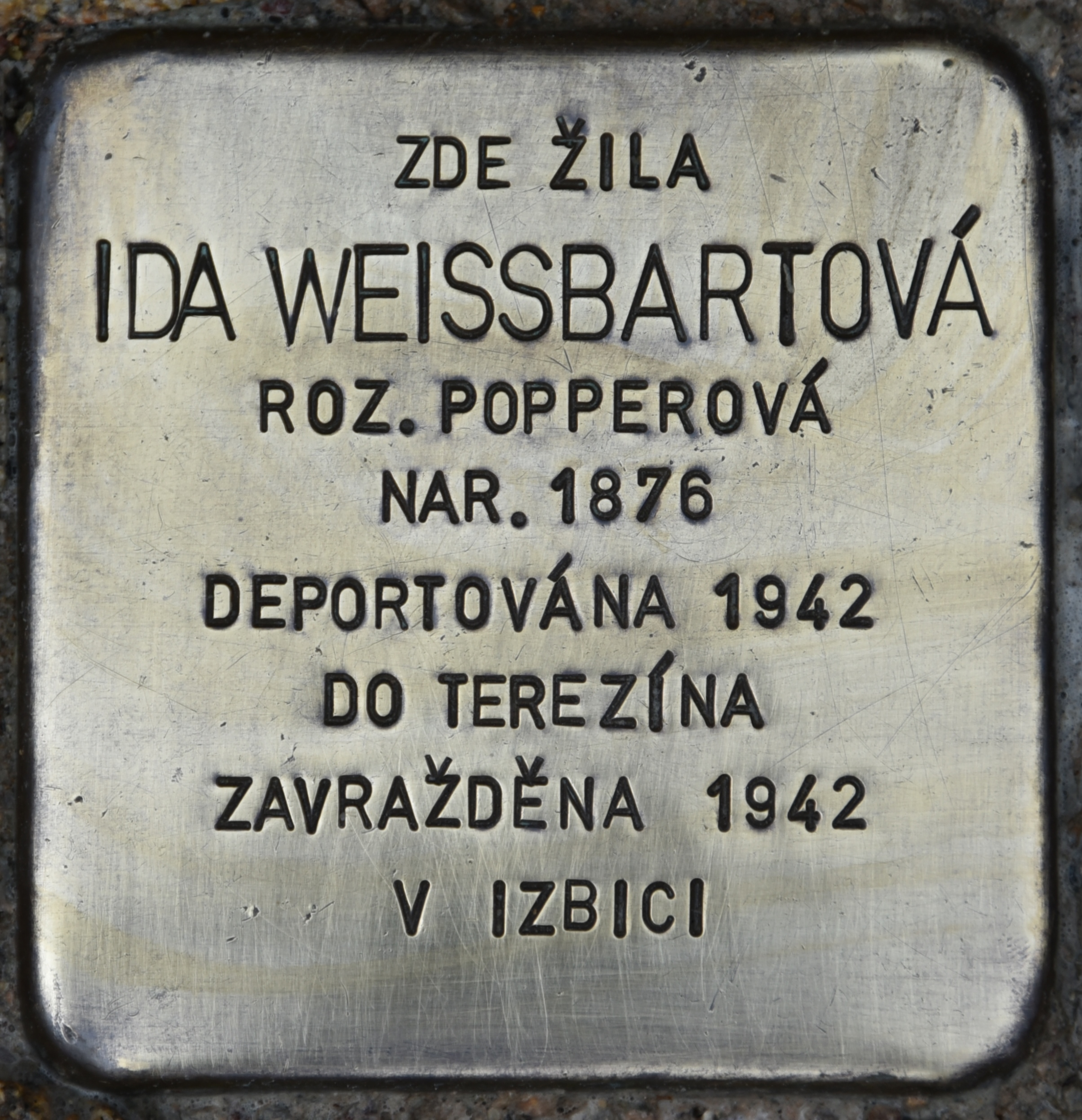
Stolperstein für Ida Weissbartová

Am 17. September 2011 wurde vor dem Haus ul. Josefa Uhra 231 in Lomnice, wo sie bei der Familie Liebesný zuletzt wohnte, für sie ein Stolperstein gelegt.
Der Stolperstein trägt den folgenden Text (hier mit einer Übersetzung):
| ZDE ŽILA IDA WEISSBARTOVÁ ROZ. POPPEROVÁ NAR. 1876 DEPORTOVÁNA 1942 DO TEREZÍNA ZAVRAŽDĚNA 1942 V IZBICI | HIER LEBTE IDA WEISSBARTOVÁ GEB. POPPEROVÁ GEB. 1876 DEPORTIERT 1942 NACH THERESIENSTADT ERMORDET 1942 IN IZBICA |

Das Ereignis, das im Rahmen der „Tage des europäischen Kulturerbes“ (Dny evropského dědictví v Lomnici) stattfand, stieß in der Region auf bedeutendes Echo. Über die Stolperstein-Verlegung in Lomnice berichtete ebenfalls die Onlineausgabe der überregionalen Zeitschrift Literární noviny vom 13. September 2011
Die „Kulturerbe-Tage“ werden in Lomnice alljährlich vom lokalen Verschönerungsverein OSLO veranstaltet, der sich auch für die Stolpersteinverlegung einsetzte. 2011 und 2013 wurden bei der Gelegenheit bisher insgesamt 9 Stolpersteine in der Gemeinde verlegt.